# Деветина
Деветина је насељено мјесто на подручју града Лакташи, Република Српска, БиХ. Према попису становништва из 2013. у насељу је живјело 479 становника.

## Географија
Налази се на 199-381 метара изнад нивоа мора, површине 13,46 км2, удаљено око 12 км од општинског центра. Припада мјесној заједници Друговићи. Разбијеног је типа, а засеоци су: Ђорђевићи, Лукићи, Јовановићи, Петровићи и Станковићи. Смјештено је на претежно брдовитом терену, са благим падинама, обраслим бјелогоричном и црногоричном шумом. Обрадивог земљишта и воћњака је мало. Најпознатије врело је Вржина, са којег се питком водом напаја већи дио села. У атару постоје рјечице Вучијак и Ријека. На подручју села постоји девет монолитних стијена, по којима је, према мишљењу мјештана, село добило име.

## Историја
Деветина је подијељена на два дијела - један у којем су у великој већини Украјинци, које је ту населила аустроугарска власт, и други, у којем живе Каравласи. Први Украјинци и Пољаци доселили су се крајем XIX вијека из Галиције. Многе породице Пољака, које су ту живјеле, вратиле су се 1946. у домовину, а њихове напуштене куће додијељене су Каравласима. Из околине Високог дошле су породице Јовановић, Маринковић, Ђорђевић, Петровић, Лукић и Станковић. Бавили су се дрводјељством. Данашње куће, које су саградили Каравласи, ушорене су и распоређене по засеоцима, док су украјинске саграђене дуж пута и у близини цркве. У близини пољско-украјинске цркве, саграђене 1902, а чији темељи још постоје 1936/1937. саграђена је украјинска Црква Успенија Пресвете Богородице. Украјинци се сахрањују на гробљу код цркве, а Каравласи на гробљима у селима Љубатовци и Хрваћани. На Кремењаку постоји запуштено гробље, на којем су сахрањивани Пољаци. Прва школа у Деветини отворена је 1931. и радила је до почетка Другог свјетског рата. У школској згради настава је поново извођена 1972-1979, а данас се користи као друштвени дом. Дјеца основну школу похађају у Хрваћанима (2018). Деветина је позната по украјинској културној манифестацији "Червона калена", која се одржава у љетним мјесецима сваке године. Село је добило електричну енергију 1972, а телефонску мрежу 2004. године. На брду Крндија налазе се телекомуникациони репетитори. Пут кроз село дјелимично је асфалтиран 2000. године.

## Становништво
Деветина је 1895. била заселак села Хорваћани; 1910. била је засебно село, које је имало 169 домаћинстава
и 1.050 становника (568 гркокатолика и 482 католика); 1921. - 1.191 становника; 1948. - 800; 1971. - 589; 1991. - 475 (306 Срба, 19 Хрвата, 11 Југословена и 139 из реда осталих); 2013. - 54 домаћинства и 150 становника (од којих 45 Срба и 95 из реда осталих). Каравлашке породице Васиљевић, Ђорђевић, Јовановић, Лукић, Маринковић, Митровић, Николић, Петровић, Стојановић славе Свету Петку; Станковић - Аранђеловдан. Украјинске породице су: Бахтјак, Борошенко, Гуц, Дамјанчук, Кобица, Комарчевски, Кошћук, Кулешка, Кутни, Лешчешен, Репчен, Маркијевић,
Москаљук, Петиљ, Пјекни, Прихода, Ребачек, Сапун, Сташешен, Харасум, Хрицај, Хнатек, Холовати, Холовчук и Хуцман. Сви славе Велику Госпојину, што је уједно и слава села. Српска породица Ћетојевић слави Ђурђевдан. Хрватске породице су Бркић и Перак. У Другом свјетском рату погинула су три Украјинца - борца Народноослободилачке војске Југославије, а у Одбрамбено-отаџбинском рату 1992-1995. један борац Војске Републике Српске, чије име се налази на заједничкој спомен-плочи у Друговићима. Становништво се углавном бави пољопривредом, а дио ради у иностранству, највише у Аустрији. Из села је Павле Холовчук, књижевник.
| Демографија | Демографија | Демографија |
| Година      | Становника  | Становника  |
| ----------- | ----------- | ----------- |
| 1910.       | 1.050       |             |
| 1921.       | 1.191       |             |
| 1948.       | 800         |             |
| 1953.       | 734         |             |
| 1961.       | 584         |             |
| 1971.       | 589         |             |
| 1981.       | 598         |             |
| 1991.       | 475         |             |
| 2013.       | 150         |             |